# Biblioteca de la Universitat de Graz
La biblioteca de la Universitat de Graz (UB Graz, alemany: Universitätsbibliothek Graz) és la biblioteca científica més gran d'Estíria, i la tercera més gran dins Àustria, per a la qual també té dret a dipositar exemplars. Forma part de la Karl-Franzens-Universität Graz i consta de biblioteca principal, dues biblioteques docents (per al dret i les ciències socials i econòmiques i per a la teologia) i diverses biblioteques filials. Està oberta al públic.

## Història

### Biblioteca universitària jesuïta

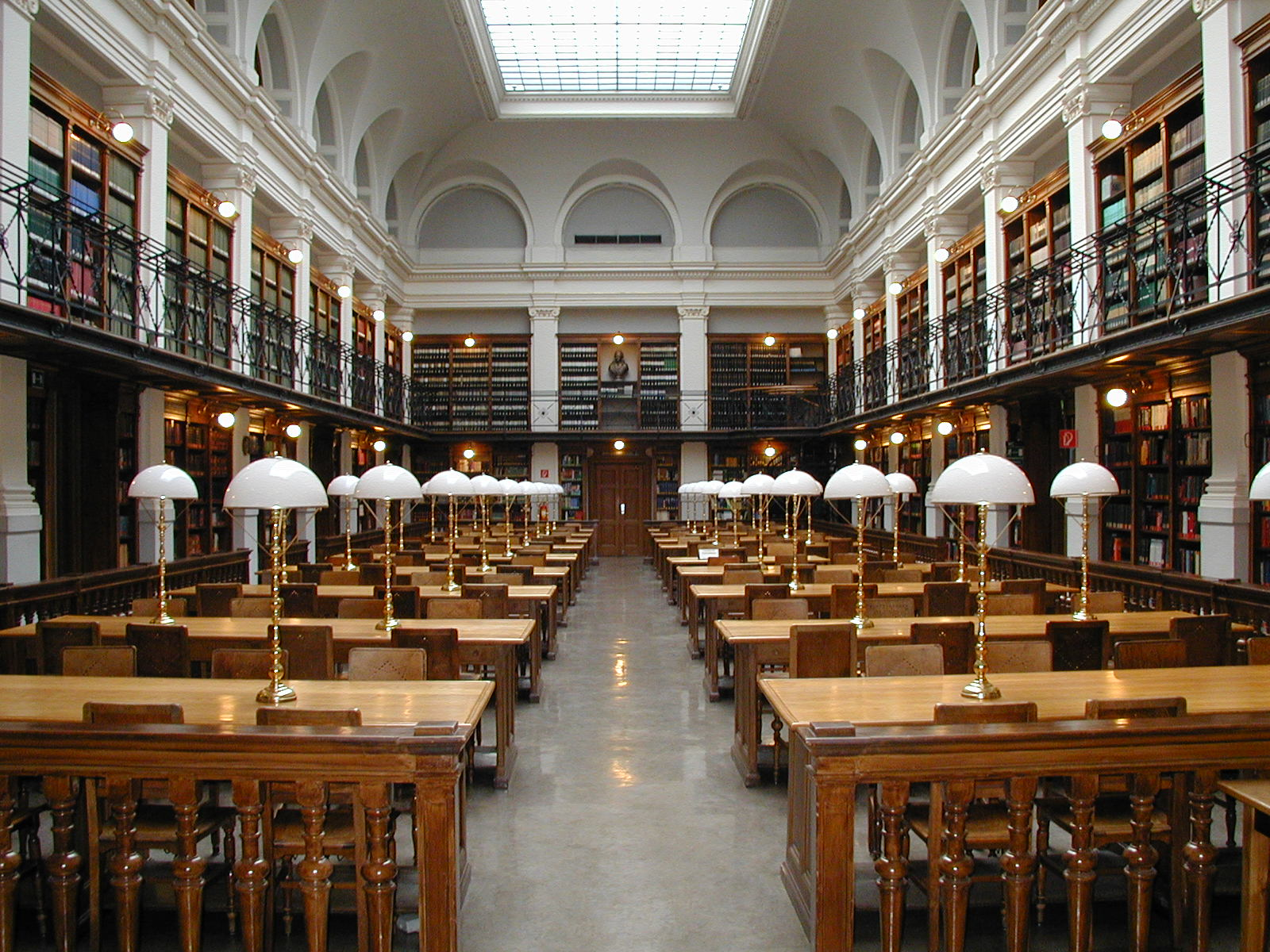
Sala històrica de lectura

La biblioteca de la Universitat de Graz deu el seu origen a la contrareforma. Des del 1571, els jesuïtes havien impulsat la recatolització a la ciutat, predominantment protestant, de Graz, d'acord amb els desitjos de l'arxiduc Carles II d'Àustria Interior. Per aquest motiu, es va fundar un col·legi jesuïta amb una escola i una biblioteca al costat de la catedral el 1573. El 1585 el papa Gregori XIII va confirmar aquesta escola com a universitat jesuïta, de manera que la biblioteca va passar a ser una biblioteca universitària. Va créixer ràpidament perquè molts llibres es van transferir dels monestirs a Graz i per donacions i compres continuades. La universitat era més o menys una facultat teològica, i el principal enfocament de la biblioteca en la compra de llibres era també la teologia, però no necessàriament la teologia catòlica. Les ciències naturals estaven ben representades a causa de la influència del matemàtic Paul Guldin, que era un dels professors universitaris. Quan l'ordre dels jesuïtes va ser abolida el 1773, la universitat es va convertir en una universitat estatal.

### Biblioteca universitària pública
El 1775 la universitat es va tornar a fundar oficialment per un decret i es va posar sota control nacional, juntament amb la seva biblioteca. No obstant això, la majoria dels funcionaris imperials que administraven la universitat i la biblioteca eren antics jesuïtes. El 1781 la biblioteca es va obrir de nou després de diversos ajustaments del seu nou local i es va obrir per primera vegada al públic. Malauradament, el catàleg de la biblioteca de 28 volums no s'ha pogut localitzar, podria haver estat emportat o destruït per alguns jesuïtes brillants i mai ha estat detectat fins avui. El considerable augment de llibres dels monestirs va agreujar el caos.

### Biblioteca del Liceu

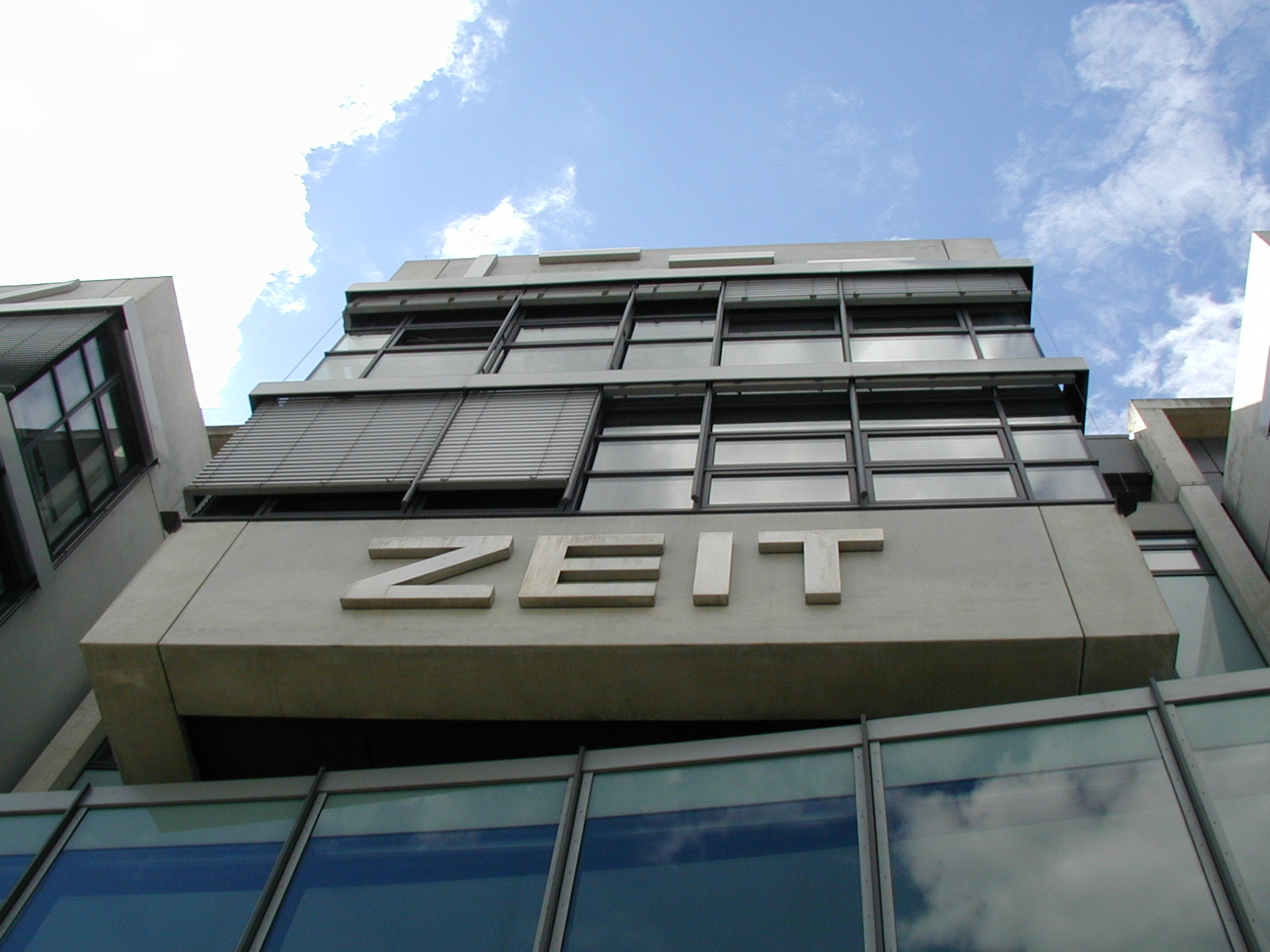
El front nou construït entre 1994 i 1996

A més de diverses altres universitats, la Universitat de Graz va ser degradada a la condició de liceu el 1782 per l'emperador Josep II. Tot i això, les seves col·leccions van augmentar.

### Biblioteca universitària restablerta
El 19 d'abril de 1827, després de 45 anys, els antics drets van ser confirmats de nou per l'emperador Francesc I d'Àustria. Des de llavors, la universitat esmenta els dos fundadors en el seu nom "Karl-Franzens-Universität Graz". El seu restabliment va tenir un requisit addicional: la universitat no havia de causar cap cost addicional a l'estat. Per tant, es va mantenir dependent de donacions i llegats. Només quan el nombre de personal es va elevar de 3 a 6 i la dotació de 830 a 4000 florins el 1870, la universitat va poder complir de nou les seves tasques correctament.

### Des del trasllat fins al final de la Segona Guerra Mundial
A causa de l'espai limitat al centre de la ciutat, es va erigir un nou complex d'edificis a la perifèria (actual Geidorf) el 1891. Els diversos edificis es van obrir en diferents moments. Entre el 9 i el 22 de setembre de 1895, la biblioteca va traslladar 135.000 volums a l'edifici principal de la nova universitat. El seu desenvolupament posterior en augment i administració d'estocs va patir forts contratemps en ambdues guerres mundials. El 1944, 60.000 volums van ser evacuats per salvar-los dels atacs aeris. El 22 d'octubre de 1945 es va tornar a obrir la biblioteca. 4.500 volums (inclosos 200 incunables) van ser destruïts durant la Segona Guerra Mundial.

### Últims desenvolupaments

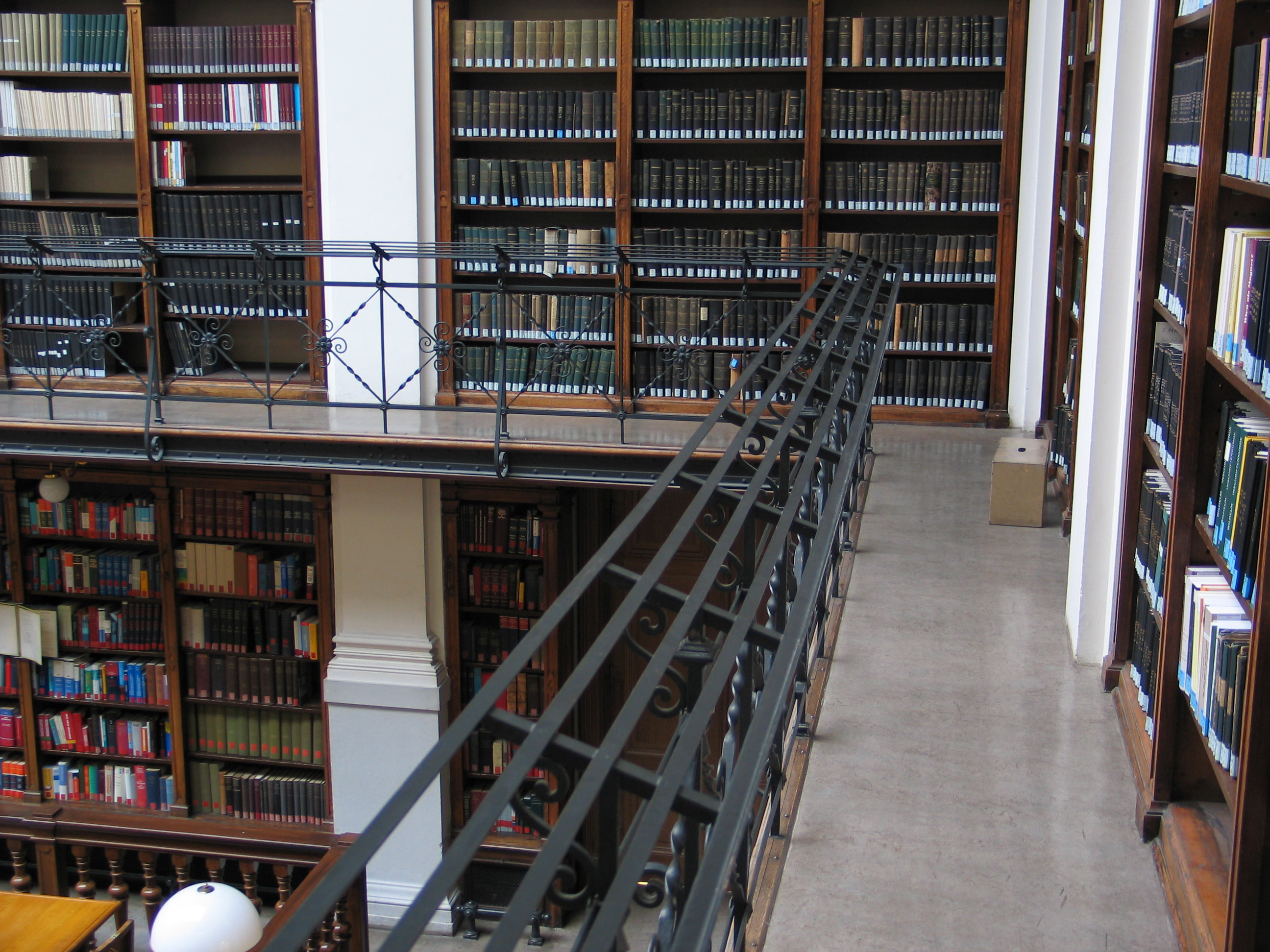
Galeria de l'habitació de lectura principal

La segona meitat del segle XX es caracteritza principalment per canvis constructius i una descentralització progressiva. El 1950, ambdues piles situades a la vora de la sala de lectura van obtenir un annex al sud-est. El 1970, es va afegir un nou edifici (sense cap valor arquitectònic) a l'antiga casa amb una nova entrada i vestíbul. Del 1994 al 1996 es va construir la biblioteca ReSoWi, que acull les biblioteques de dret i ciències socials i econòmiques. Al mateix temps, es va aixecar un altre edifici adossat directament al frontal original de la biblioteca, deixant-lo inalterat. El 1996 es va instal·lar una mediateca per a suports visuals. Com a conseqüència de la divisió de la universitat el 2004, les branques mèdiques es van convertir en una biblioteca universitària autònoma. Juntament amb les biblioteques universitàries de Viena i Innsbruck, el 1998, Graz va assumir el control de l'establiment de consorcis nacionals i internacionals instal·lats per tal d'utilitzar revistes i llibres electrònics en cooperació. La Biblioteca de la Universitat de Graz participa en el projecte de digitalitzaciò de la literatura austríaca.

## Fons

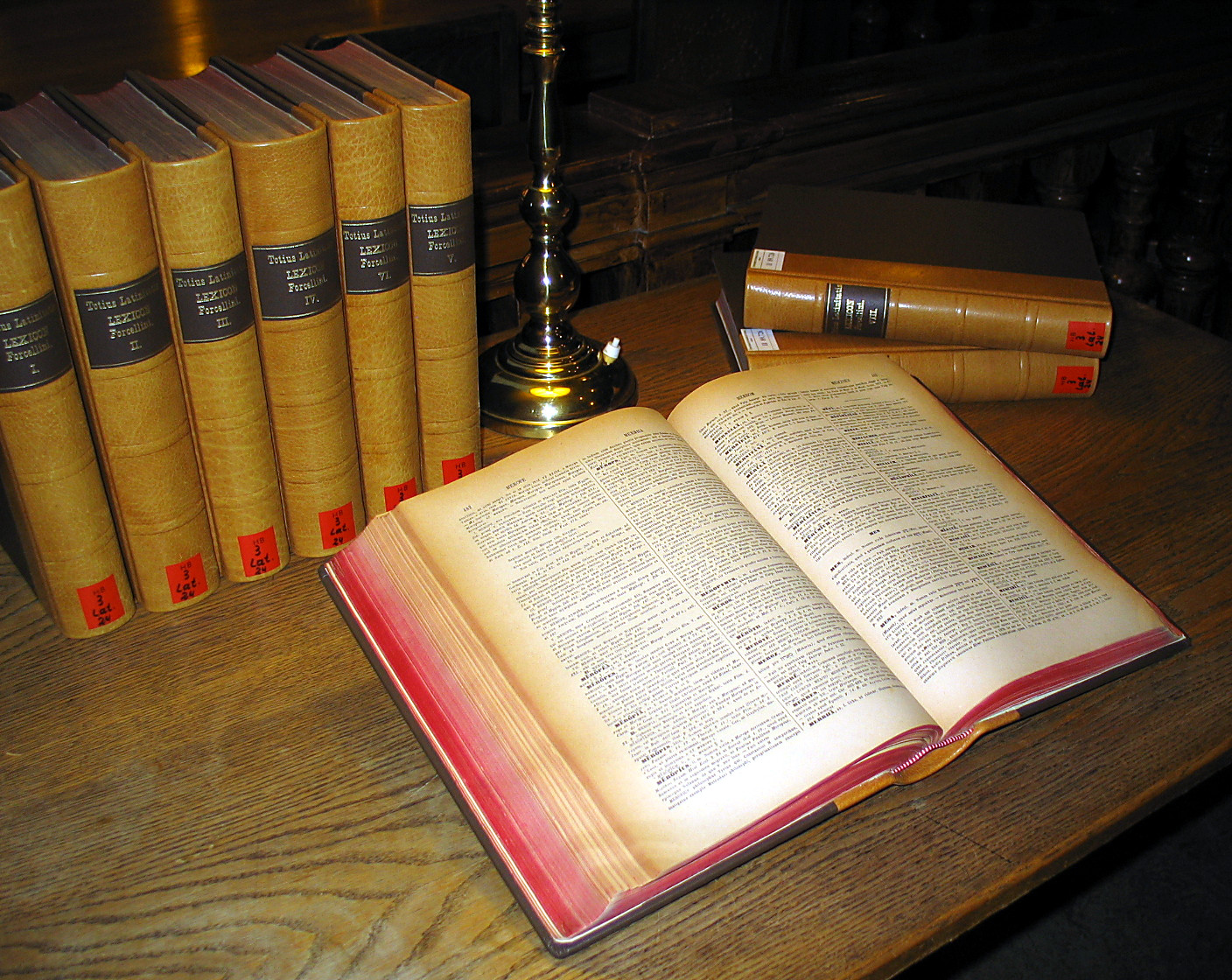
Un diccionari llatí de diversos volums del

El nombre de llibres de l'antiga biblioteca és històricament incert. Segons una font, hi havia 10.000 volums el 1773 i, segons una altra, 42.000 el 1776. Una altra font similarment poc fiable compta amb 50.000 volums o menys per a l'any 1839. Una enquesta de l'any 1860 indica 38.000 obres impreses, moltes d'elles tenien més d'un volum. El 1879, la biblioteca posseïa uns 100.000 volums, i el primer any del segle xx 200.000. Al començament del mil·lenni, les existències reals eren gairebé 3 milions de llibres impresos, més de 2.000 manuscrits, uns 1.200 incunables, llegats de molts estudiosos i aproximadament 1.400 publicacions periòdiques actuals.

## Col·leccions especials
El Departament de Col·leccions Especials conserva tots els manuscrits i treballs impresos fins al 1900. Alguns dels manuscrits de pergamí més notables són les cinc escriptures georgianes més antigues (segles VII a XI) que es troben al monestir de Santa Caterina al peu del mont Sinaí. Alguns dels manuscrits en paper més importants són les cartes de Johannes Kepler a Paul Guldin. També cal esmentar 42 papirs-manuscrits d'Oxirrinc i Hibeh. Van ser trobats per la British Egypt Exploration Society entre el 1896 i el 1907 i van entrar a les possessions de la biblioteca com a quid pro quo pel suport financer de la ciutat a les excavacions de la Societat. Avui en dia, la major part d'aquestes troballes es troba al Museu Ashmolean d'Oxford, al Museu Britànic de Londres i al Museu Egipci del Caire.